# IK Bele
IK Bele var en idrottsförening från Järfälla kommun i Stockholms län, bildad 1929 och upplöst 2001, då den sammanslogs med Barkarby SK i Bele Barkarby IF. Klubben var verksam inom bordtennis, fotboll, gymnastik, innebandy och ishockey. Klubbens är kanske mest känd som landslagsmannen Johan Mjällbys moderklubb.

## Namn och sammanslagningar
Föreningen bildades den 10 februari 1929 och namngavs då till Idrottsklubben Bele. IK Bele sammanslogs den 17 mars 1933 med Barkarby IS (bildad 1929) och Skälby SK (bildad 1930) men den sammanslagna föreningen behöll namnet IK Bele. Mellan åren 1940 och 1946 hette föreningen istället Barkarby GIF, innan namnet IK Bele återtogs. Den 7 november 2001 sammanslogs IK Bele med Barkarby SK till den nya föreningen Bele Barkarby IF.

## Bordtennis
IK Bele spelade bordtennis, herrlaget spelade t.o.m. i Elitserien. Verksamheten följde med in i Bele Barkarby men har genom senare sammanslagning övergått till Järfälla BTK.

## Fotboll
Herrlaget deltog i seriespel för första gången säsongen 1933/1934. Laget spelade åtta säsonger 1976-1983 i division III, som då utgjorde den tredje högsta serienivån. Även damlaget nådde division III. Föreningen fostrade spelare som landslagsmannen Johan Mjällby och framtida allsvenske tränaren Rikard Norling. Laget spelade i grön tröja och vit byxa. Fotbollen under namnet Bele bedrivs numera som Bele Barkarby FF.

## Gymnastik
Föreningen hade en gymnastiksektion som medföljde in i Bele Barkarby.

## Innebandy
Innebandysektionen startade 1996 och medföljde in i Bele Barkarby.

## Ishockey
Ishockeysektionen såg dagens ljus 1944 och den fick 1959 Strömvallen i Skälby som ny hemvist. Sektionen sammanslogs på 1990-talet med Järfälla HC, återstartades 2000 och följde med in i Bele Barkarby. Lennart Dufva var en av de största ledarna inom föreningens ishockeysektion på 1990-talet. Återstarten av seniorlaget skedde på initiativ av Daniel Stenlund och Christer Serrander.